# Limnophora emdeni
Limnophora emdeni är en tvåvingeart som beskrevs av Shinonaga 2005. Limnophora emdeni ingår i släktet Limnophora och familjen husflugor. Inga underarter finns listade i Catalogue of Life.